# ОШ „Вук Караџић” Бараћи
Основна школа „Вук Караџић”  је једна од основних школа на територији општине Мркоњић Град. Налази се у улици Бараћи бб у Доњим Бараћима. Име је добила по Вуку Стефановићу Караџићу српском лингвиста, филолог, антрополог, књижевник, преводилац и академик.

## Историјат
У Горњим Бараћима 1932. отворена је школа, која је, са прекидима за вријеме Другог свјетског рата, радила до 1959. године. Тада је угашена, а отворена је осмогодишња школа у Доњим Бараћима (тадашњи Бараћи), под називом "27. јули". Школско подручје обухватало је цијелу територију некадашње општине Бараћи. Прије отварања школе у Горњим Бараћима, на овом подручју већ су радиле школе у селима: Герзово (отворена прије 18б0, угашена 2007), Горња Пецка (1912, угашена 1985), Чардак (1919, угашена 1941), Медна (отворена 1920, од 1972. радила као осмогодишња под називом "Мица Крпић", угашена 2007), Подгорија (1931, угашена 1979) и Подрашница (отворена
1931). Касније су отворене школе и у селима: Граци (отворена 1932), Трново (отворена 1932, угашена 198б), Подбрдо (отворена 1934), Јасенови Потоци (1934, угашена 1983), Доња Пецка (1947, угашена 1976), Драгнић Подови (отворена 1948, од 1962. припада општини Шипово), Оканџије (1955, угашена 1975), Убовића Брдо (1956, угашена 1978), Млиништа (1958, угашена 1966) и Ораховљани (отворена 1960). У школској 1961/1962. на подручју некадашње општине Бараћи била су 1.763 ученика, а школске 1991/1992. само 148. У јануару 1992. осмогодишња школа "Веселин Маслеша" из Подрашнице припојена је школи у Доњим Бараћима, која отад носи назив "Вук Караџић". Од септембра 1995. до фебруара 1996. школа није радила, јер је становништво протјерала војска Републике Хрватске. Централна школа и пет подручних дјелимично су уништене, а потпуно су разорене и спаљене школе у Герзову и Ораховљанима. Школске 2015/2016. школа у Доњим Бараћима имала је 158 ученика, 34 наставника и три вјероучитеља православне вјеронауке. У  саставу централне је деветогодишња школа у селу Подрашница и петогодишње у селима Граци, Ораховљани и Подбрдо, као и пет асфалтираних спортских игралишта и двије сале. Школска библиотека броји 11.230 књига за ђаке и 485 за наставнике. Од 1976. излази школски лист "Наша радост". Исте године школа се побратимила са школом "Ђура Даничић" из Новог Сада. Као Дан школе - крсна слава обиљежава се празних "Светих апостола Ћирила и Методија".